# Lülin
Der Begriff Lülin (chinesisch 綠林) oder Lülin-Armee (綠林兵) steht für eine der zwei großen Bewegungen, die sich zu Beginn des ersten Jahrhunderts n. Chr. aus Bauernaufständen entwickelten und gegen Wang Mangs Xin-Dynastie erhoben. Die Lülin bildeten sich im Gebiet des südlichen Henan und nördlichen Hubei und hatten vereint genügend Kraft, um die Xin-Dynastie niederzuwerfen und die Wiedererrichtung der Westlichen Han-Dynastie durch Liu Xuan, bekannt als Kaiser Gengshi, zu ermöglichen. Viele Anführer der Lülin spielten in Kaiser Gengshis Regierung eine wichtige Rolle, aber innere Machtkämpfe und Unfähigkeit führten nach zwei Jahren zum Fall der Herrschaft, als sich Liu Xiu zum Kaiser der (östlichen) Han-Dynastie ausrief. Der Name Lülin stammt vom Lülin-Gebirge im heutigen Yichang, Hubei, wo die Rebellen eine Zeit lang ihre Festung hatten.

## Anfänge der Revolte
Im Jahr 17 n. Chr. brach in der Jing-Provinz (荊州, heutiges Hubei, Hunan und südliches Henan) eine Hungersnot aus, die der Korruption und Unfähigkeit der Xin-Beamten zuzuschreiben ist. Die Bewohner der Provinz aßen sogar Unkraut, und als auch das knapp wurde, griffen sie sich gegenseitig an. Zwei Männern aus Xinshi (新市; im heutigen Jingmen, Hubei) gelang es zu dieser Zeit, den Zorn des Volkes zu fokussieren und sich zu ihren Anführern aufzuschwingen: Wang Kuang (王匡) und Wang Feng (王鳳). Ähnliche Rädelsführer schlossen sich ihnen bald an, darunter Ma Wu (馬武), Wang Chang (王常) und Cheng Dan (成丹). Innerhalb weniger Monate hatten sie 7000 bis 8000 Mann unter ihrem Befehl vereint. Ihre Basis lag im Lülin-Gebirge, von wo aus sie die umliegenden Dörfer überfielen und plünderten, um ihre Versorgung mit Nahrungsmitteln zu gewährleisten. Während der folgenden Jahre blieben sie von der Regierung unbehelligt und wuchsen auf mehrere zehntausend Mann an.
Natürlich konnte Kaiser Wang Mang dieses Treiben nicht dulden, aber er war angesichts des allgemeinen Chaos im Reich machtlos. Er schickte Gesandte zu den Rebellen und bot ihnen Gnade an, wenn sie sich sofort auflösten. Als die Gesandten jedoch in die Hauptstadt Chang’an zurückkehrten, gaben sie dem Kaiser unterschiedliche Berichte. Einige sagten ehrlich und ohne Umschweife, dass die Rebellen sich wegen der strengen Gesetze unfähig zu überleben sahen und sich darum erhoben. Andere wollten dem Kaiser schmeicheln und sagten ihm, die Rebellen seien einfach von bösartiger Natur und müssten ausgelöscht werden; vor allem betonten sie, der Aufstand sei nur ein zeitweiliges Problem. Kaiser Wang Mang glaubte den Schmeichlern und entband die aufrichtigen Gesandten von ihren Posten. Fortan versuchte der Kaiser nicht mehr, sich friedlich mit den Aufständischen zu einigen, und schickte seine Streitkräfte gegen sie. Die Rebellen griffen angesichts ihrer verzweifelten Lage sogar die befestigten Städte an.
Im Jahr 21 griff der Gouverneur der Jing-Provinz die Lülin-Rebellen mit einer Armee von 20.000 Soldaten an. Aus der Schlacht bei Yundu (雲杜) gingen die Rebellen als deutliche Sieger hervor: Tausende Soldaten der Regierung fielen im Kampf, und ihre Ausrüstung und Proviant gingen zu den Lülin über. Ma Wu stellte den Gouverneur auf seinem Rückzug, ließ ihn dann aber entkommen, um den Kaiser nicht noch mehr gegen sich aufzubringen. Die Lülin-Rebellen fielen in die umliegenden Städte ein, raubten viele Frauen und verschwanden wieder in den Bergen. Zu dieser Zeit waren sie 50.000 an der Zahl.

## Aufspaltung nach einer Seuche
Im Jahr 22 breitete sich unter den Lülin eine nicht näher bekannte Seuche aus, der mindestens 25.000 Mann zum Opfer fielen. In dieser Krise zerfiel die Bewegung. Wang Chang und Cheng Dan zogen nach Westen in die Nan-Kommandantur (etwa heutiges Jingzhou, Hubei); ihre Armee wurde als Xiajiang-Streitmacht (下江兵) bekannt. Die Anführer Wang Feng, Wang Kuang, Ma Wu, Zhu We (朱鮪) und Zhang Ang (張卬) zogen nordwärts in die Nanyang-Kommandantur (etwa heutiges Nanyang, Hubei) und wurden nach der Heimat der Wang-Brüder Xinshi-Streitmacht (新市兵) genannt. Die übrigen Rebellen scharten sich um Chen Mu (陳牧) und Liao Zhan (廖湛), die aus Pinglin (heutiges Suizhou, Hubei) kamen. Sie wurden als Pinglin-Streitmacht (平林兵) bekannt. Zunächst hatten die Rebellen nur das nackte Überleben im Sinn und keine politischen Ziele vor Augen.

## Vereinigung unter Liu Yan
Zu dieser Zeit hatte sich ein entfernter Verwandter des Han-Kaiserhauses entschlossen, sich gegen Kaiser Wang Mang aufzulehnen: Liu Yan, der Sohn eines mittleren Beamten aus Chongling (舂陵; im heutigen Xiangyang, Hubei). Seine Brüder Liu Xiu und Liu Zhong unterstützten ihn und gewannen das Vertrauen vieler Bewohner der Region, so dass er schließlich die Xinshi- und die Pinglin-Armee vereinte und seinen Machtbereich rasch ausdehnte. Die Lülin plünderten unter seiner Führung zahlreiche Dörfer und zogen im Winter 22 gegen Wancheng, die Hauptstadt der Nanyang-Kommandantur. Der Gouverneur Zhen Fu (甄阜) konnte die Stadt jedoch erfolgreich verteidigen und brachte den Lülin eine empfindliche Niederlage bei. In der Schlacht fiel Liu Zhong. Nachdem Liu Yan seine Truppen zurückgezogen hatte, verfolgte Zhen Fu sie, um die Rebellen ein für alle Mal zu beseitigen.
In dieser Situation drohten die Lülin, sich aufzulösen, aber Liu Yan kam der Zufall zu Hilfe: Die Xiajiang-Streitmacht lagerte zufällig in der Nähe. Es gelang Liu Yan, ihren Anführer Wang Chang für seine Armee zu gewinnen. Mit vereinten Kräften fielen sie unter dem Kommando von Liu Yan der Streitmacht des Gouverneurs in den Rücken und erbeuteten Proviant und Ausrüstung. Am Neujahrstag 23 schlug Liu Yan die Streitmacht des Gouverneurs, der in der Schlacht umkam. Mit diesem Sieg hatten sich die Anführer der Lülin im ganzen Reich Geltung verschafft. Sie nahmen Generalstitel an, besetzten Städte und veranlassten Propaganda gegen Wang Mang.

## Unter General Gengshi

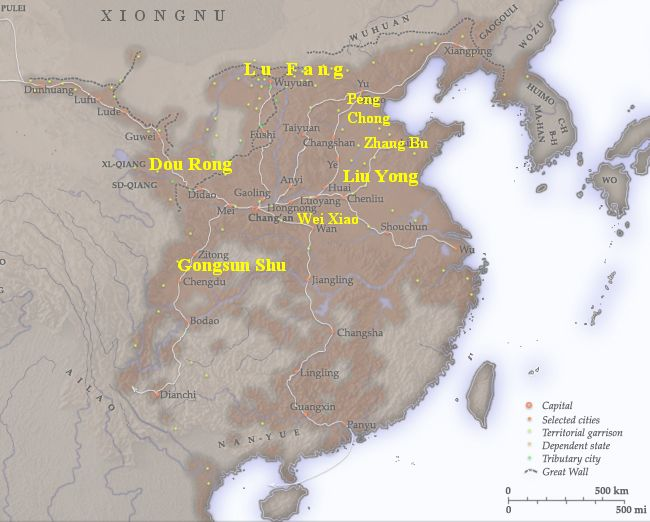
Selbständige Warlords in China ab 23.

Zu der Zeit, da die Rebellen sich ihrer Macht bewusst wurden, wurde in ihren Reihen auch der Ruf nach einem neuen Kaiser laut. Die Xiajiang-Generäle und die Soldaten unter Liu Yans direktem Befehl hielte Liu Yan für den geeigneten Kandidaten, aber die Generäle der Xinshi- und Pinglin-Armeen wollten lieber einen Schwächeren, den sie kontrollieren konnten. In der Pinglin-Armee fand sich Liu Yuan, ein Nachkomme des Kaiserhauses, der wie Liu Yan von Kaiser Ping abstammte. Liu Yuan hatte zu dieser Zeit den Titel General Gengshi (更始將軍) angenommen. Die Xinshi- und die Pinglin-Armeen entschieden, Liu Yuan zum Kaiser zu machen. Liu Yan lehnte dies zunächst ab, gab dann aber klein bei, um die Rebellion nicht zu spalten. Liu Yuan wurde im Frühjahr 23 zum Kaiser ausgerufen. Die wichtigsten Männer in seiner Regierung waren Liu Yan, Wang Kuang, Wang Feng, Zhu We und Chen Mu.
Spätestens jetzt erkannte Wang Mang, dass er die Rebellion ein- für alle Mal zerschlagen musste. Er schickte seinen Vetter Wang Yi (王邑) und seinen obersten Minister Wang Xun (王尋) mit einer Streitmacht von 430.000 Mann gegen die Rebellen aus, die zu diesem Zeitpunkt in zwei Gruppen gespalten waren. Die Truppen unter Liu Xiu, Wang Feng und Wang Chang zogen sich in das Dorf Kunyang (昆陽; heute Pingdingshan, Henan) zurück, während Liu Yan die Stadt Wancheng belagerte. Trotz der Übermacht der Xin-Truppen gelang Liu Xiu in der Schlacht von Kunyang ein bedeutender Sieg. Wang Xun fiel in der Schlacht, und Wang Yi zog sich mit den wenigen überlebenden Soldaten nach Chang’an zurück. Die meisten seiner Soldaten desertierten und zogen in ihre Heimat zurück. Die Nachricht vom Sieg der Rebellen bei Kunyang verbreitete sich rasch im ganzen Reich und löste überall Erhebungen gegen die Xin-Herrschaft aus. Am Ende des Jahres bekannten sich beinahe alle Bezirke zur Gefolgschaft der neuen Han-Regierung unter Kaiser Gengshi.
Liu Yan gelang nach einiger Zeit die Eroberung der Stadt Wancheng. Kaiser Gengshi hielt dort Einzug und erkor sie zu seiner Hauptstadt. Mit dieser Festigkeit wagten die Pinglin-Generäle erstmals den Bruch mit Liu Yan. Sie verrieten seinen Gefolgsmann Liu Ji (劉稷), der Liu Yans Anspruch auf den Thron unterstützte, und Kaiser Gengshi wollte Liu Ji hinrichten lassen. Liu Yan wollte einschreiten, aber auch er wurde zum Tode verurteilt. Nach der Hinrichtung der beiden empfing Kaiser Gengshi den siegreichen Liu Xiu, der den Kaiser jedoch durch seine Unterwürfigkeit und Bescheidenheit angesichts des gewaltigen Sieges bei Kunyang beschämte. Der Kaiser verschonte Liu Xiu darum und ernannte ihn zum Marquis von Wuxin.

## Der Zug nach Chang’an
Nach seinem Einzug in Wancheng fühlte sich Kaiser Gengshi stark genug, Wang Mang endgültig zu besiegen. Er schickte darum zwei Armeen aus, eine unter Führung von Wang Kuang nach Luoyang, eine unter Shentu Jian (申屠建) und Li Song (李松) nach Chang’an. Die Bevölkerung auf der Marschroute hießen die Armeen willkommen und schlossen sich ihnen an. Sobald Shentu Jian und Li Song die Mauern von Chang’an erreicht hatten, erhoben sich die jungen Männer der Hauptstadt gegen Wang Mang und töteten ihn vor seinem Palast.
Nach dem Tod Wang Mangs richtete Kaiser Gengshi seine neue Hauptstadt in Luoyang ein. Um das Reich möglichst rasch zu stabilisieren, verfasste er Edikte, die den folgsamen Xin-Beamten gestatteten, ihre Posten zu behalten. Er lud auch den General Fan Chong (樊崇), den Anführer der „Roten Augenbrauen“, in die Hauptstadt ein und versprach ihm Titel und Ehrengeschenke. Die Politik des Kaisers konnte jedoch nicht verhindern, dass die militärischen Machthaber des Landes eigene Wege einschlugen.
Im Jahr 24 verlegte Kaiser Gengshi die Hauptstadt wieder nach Chang’an und bemühte sich dort, für Frieden zwischen den Bürgern und seinen Beamten, den ehemaligen Lülin-Offizieren, zu sorgen. Chang’an war damals noch unversehrt, abgesehen von dem niedergebrannten Weiyang-Palast. Mit der Zeit stellte sich heraus, dass Kaiser Gengshi zu Friedenszeiten nicht als Anführer taugte. Mit der Zeit verlor das Volk sein Vertrauen in ihn.

## Kaiser Gengshis Sturz
Schließlich fielen immer mehr Teile des Reiches vom Kaiser ab, während die örtlichen Warlords ihre Macht ausbauten. Liu Xiu war zwar im Auftrag des Kaisers an den Gelben Fluss gezogen, um dort für Frieden zu sorgen, hatte sich jedoch schon längst selbständig gemacht. Die „Roten Augenbrauen“ bereiteten sich schon auf einen Angriff auf Chang’an vor.
Im Sommer 25 vollzog Liu Xiu den formalen Bruch mit Kaiser Gengshi. Er ernannte sich zum Kaiser einer Östlichen Han-Dynastie mit Hauptstadt in Luoyang und besiegte Kaiser Gengshis Generäle, die ihm die Kontrolle über die Regionen um Henei und Luoyang streitig machten. Liu Xius General Deng Yu (鄧禹) eroberte das heutige Shanxi.
In dieser Lage beschlossen einige Gefolgsleute Kaiser Gengshis, ihren Herrn zu entführen und nach Nanyang zu verschleppen. Es waren Zhang Ang, Liao Zhan, Hu Yin (胡殷), Shentu Jian und der Warlord Wei Ao (隗囂). Kaiser Gengshi kam ihnen zwar auf die Schliche und ließ die meisten hinrichten (Wei Xiao entkam), aber Zhang Ang eroberte die Hauptstadt Chang’an und zwang Kaiser Gengshi zur Flucht, als gerade die Rebellen der „Roten Augenbrauen“ anrückten. Kaiser Gengshi sah seine Feinde nun überall und hielt auch seine treuen Gefolgsleute Wang Kuang, Chen Mu und Cheng Dan für Verschwörer. Chen Mu und Cheng Dan ließ er hinrichten, Wang Kuang schloss sich daraufhin Zhang Ang an.
Schließlich gelang es den letzten loyalen Generälen des Kaisers Gengshi, die Hauptstadt zurückzuerobern und Zhang Ang zu vertreiben. Dieser schloss sich jedoch den „Roten Augenbrauen“ an und half ihnen, die Stadt im Sturm zu nehmen. Kaiser Gengshi wurde auf seiner Flucht nur von einer Handvoll Getreuen begleitet. Im Winter 25 ergab er sich den „Roten Augenbrauen“ und wurde von ihnen hingerichtet. Die meisten Anführer der Lülin tauchten nach seinem Tod unter, nur wenige schlossen sich Liu Xiu (jetzt Kaiser Guangwu) an und dienten als Beamte in seiner Regierung. Sie erhielten jedoch keine einflussreichen Posten.